# 片季科夫斯科耶湖
59°32′24″N 31°07′02″E / 59.540034°N 31.117196°E
片季科夫斯科耶湖（俄语：Пендиковское озеро），是俄羅斯的湖泊，位於該國西北部，由列寧格勒州負責管轄，處於托斯諾區，面積2.1平方公里，海拔高度48.1米，集水區面積21.4平方公里。